# Sápi József
Sápi József (Báránd, 1951. május 22. –) magyar matematika-kémia szakos tanár, politikus, országgyűlési képviselő.

## Életpályája

### Iskolái
Az általános iskolát Bárándon járta ki. Ezután a hajdúszoboszlói Hőgyes Endre Gimnáziumban tanult; 1969-ben érettségizett. 1973–1978 között a nyíregyházi Bessenyei György Tanárképző Főiskola matematika-kémia szakos hallgatója volt. 1975-től levelző tagozaton tanult tovább. 1985–1988 között elvégezte a Marxizmus–Leninizmus Esti Egyetem filozófia szakát.

### Pályafutása
1969–1971 között gázszerelő volt a TIGÁZ-nál, segédmunkás a püspökladányi Gépjavító Vállalatnál és a bárándi könyvtárban is dolgozott. 1973-ban szerelt le; a berettyóújfalui ÁFÉSZ gazdasági alegységvezetője lett. 1978-tól a berettyóújfalui Eötvös József Szakképző Intézet tanára és kollégiumvezetője, később igazgatója volt. 1982–1988 között a megyei kollégiumok vezetőinek munkaközösségét vezette. 1987 óta a Bihari Irodalmi Társaság elnökségi tagja. 1988-tól ismét oktatott. 2011-től gyümölcstermesztéssel- és feldolgozással foglalkozott. A Derecskei Fenséges Kézműves Lekvárok az ő családi vállalkozása.

### Politikai pályafutása
1988-tól vállalt politikai szerepet. 1989-ben – többedmagával – megalapította az MDF berettyóújfalui szervezetét. 1990–1992 között a Választási és mandátumvizsgáló bizottság tagja volt. 1990–1994 között országgyűlési képviselő volt. 1990–1994 között a Költségvetési, adó- és pénzügyi bizottság tagja volt. 1994-től a berettyóújfalui önkormányzat területfejlesztési bizottságának elnöke volt.

## Családja
Szülei Sápi Jenő géplakatos és Bagoly Berta dajka voltak. 1974-ben házasságot kötött Nagy Katalinnal. Két gyermekük született: Viktória (1975–) és Gergely (1977–).

## Díjai
- Miniszteri dicséret (1987)